# القميص الأخضر
القميص الأخضر هو مصطلح يستخدم في سباق الدراجات على الطريق والسباقات الكبرى الخاصة بهذه الرياضة على وجه الخصوص. القميص الأخضر هو قميص سباق مميز يرتديه المتصدر في مسابقة فرعية.
بينما يرتدي المتصدر العام للترتيب في سباق طواف فرنسا القميص الأصفر، أو "maillot jaune"، في العموم يرتدى القميص الأخضر ("maillot vert") المتصدر في مسابقة النقاط الممنوحة في كل سباق وليس حسب السرعة أو الترتيب النهائي للسباق كما هو الحال في القميص الأصفر. منذ عام 2009، يستخدم أيضًا القميص الأخضر للدلالة على المتصدر في مسابقة النقاط خلال منافسات طواف إسبانيا. في طواف إيطاليا، كان القميص الأخضر من عام 1974 إلى عام 2011، يرتديه ملك الجبال، وهو رائد المنافسة في تسلق الجبال.